# Hirano Atsushi
Atsushi Hirano (sinh ngày 5 tháng 4 năm 1977) là một cầu thủ bóng đá người Nhật Bản.

## Sự nghiệp câu lạc bộ
Atsushi Hirano đã từng chơi cho Bellmare Hiratsuka.